# Bleisure
Bleisure (z ang. business + leisure, odpoczynek, także: bizcation, workcation, business trip) – podróż służbowa połączona z realizacją celów prywatnych (najczęściej turystycznych).
Podróż typu bleisure łączy w sobie osiągnięcie celów biznesowych (delegacyjnych), które stanowią wartość priorytetową dla pracodawcy przy jednoczesnym zapewnieniu delegowanemu pracownikowi realizacji celów związanych z jego zainteresowaniami lub wypoczynkiem. Część leisure adresowana może też być do członków rodziny delegowanego pracownika. Delegację rozlicza się potem w różny sposób, przy czym część pokrywa pracodawca, a część pracownik, zależnie od indywidualnych, wzajemnych ustaleń.
Okres wyjazdów firmowych dzielony jest najczęściej pomiędzy hotelem, biurowcami, konferencjami, spotkaniami i biznesowymi posiłkami, co wpływa na fizyczne i psychiczne wyczerpanie delegowanej osoby. Z punktu widzenia pracodawcy korzystne jest więc dodanie minimum jednego dnia na wypoczynek i harmonijny powrót pracownika do rzeczywistości, co ma istotny wpływ na wyniki jego dalszej pracy. Dodatkowymi beneficjami jest w takiej sytuacji pozyskanie nowych kontaktów, czas spędzony z rodziną, a także oszczędność czasu i środków finansowych (dłuższy pobyt w hotelu może wiązać się z rabatami).
Według badań z 2017 przeprowadzonych przez Expedia Media Solutions, a opublikowanych przez Forbesa, 43% mieszkańców USA podejmujących podróże służbowe zamienia je w wyjazdy typu bleisure.